# Portobello Road

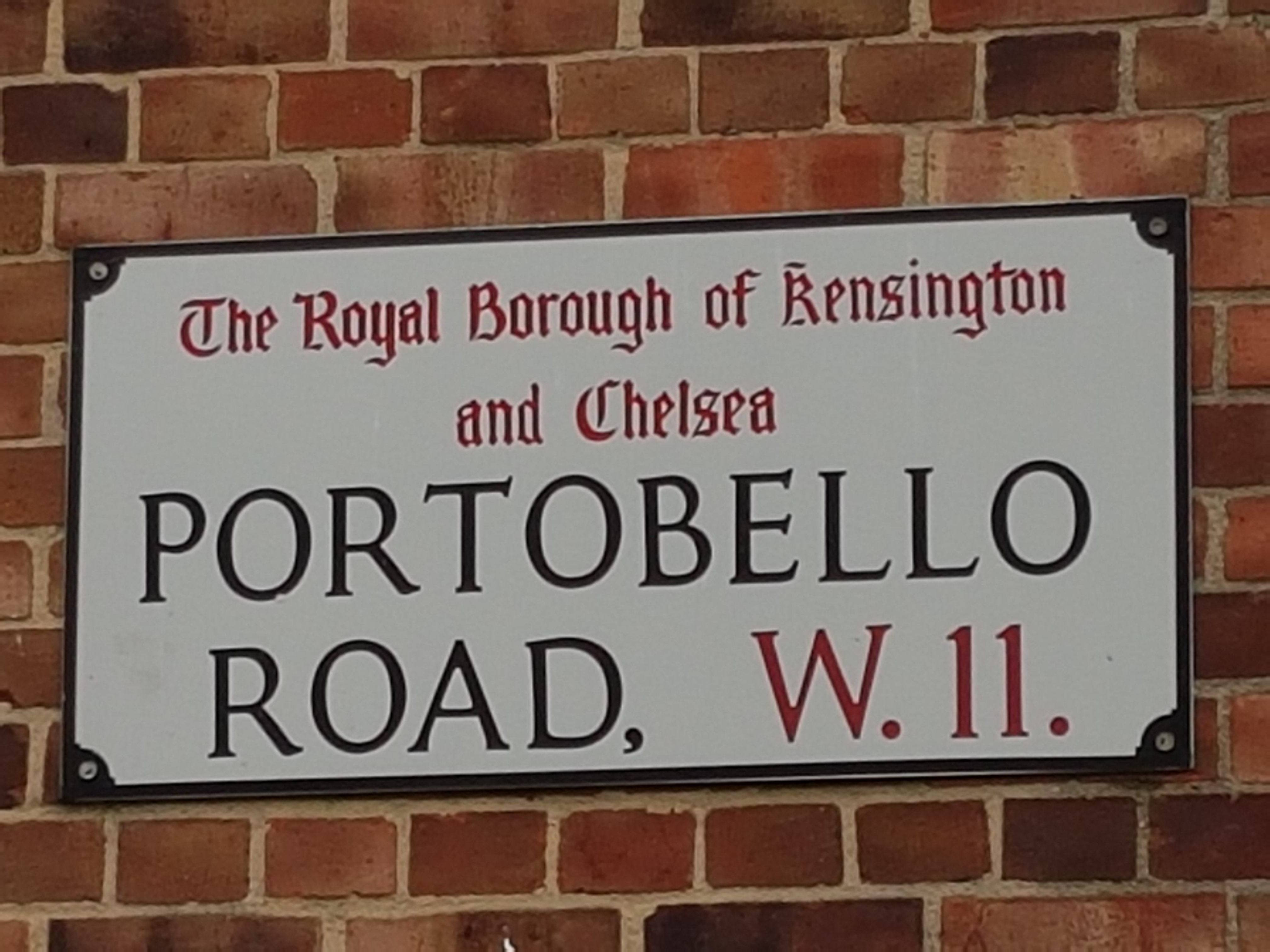
Placa da Portobello Road

Portobello Road é uma rua no bairro de Notting Hill, no distrito de Kensington e Chelsea, no oeste de Londres, na Inglaterra. Aos sábados, recebe a Portobello Road Market, um dos mercados de rua mais conhecidos e frequentados de Londres, famoso pelas roupas em segunda mão e antiguidades. Desde 1996, o Festival de Cinema de Portobello é realizado anualmente, em Agosto, nas redondezas de Portobello Road.

## Etimologia
"Portobello" era o nome de uma antiga granja que existia na rua. Por sua vez, o nome da granja era uma referência à conquista da cidade de Portobelo, no Panamá em 1739, pelas forças inglesas no contexto da Guerra da Orelha de Jenkins.

## Influência na arte

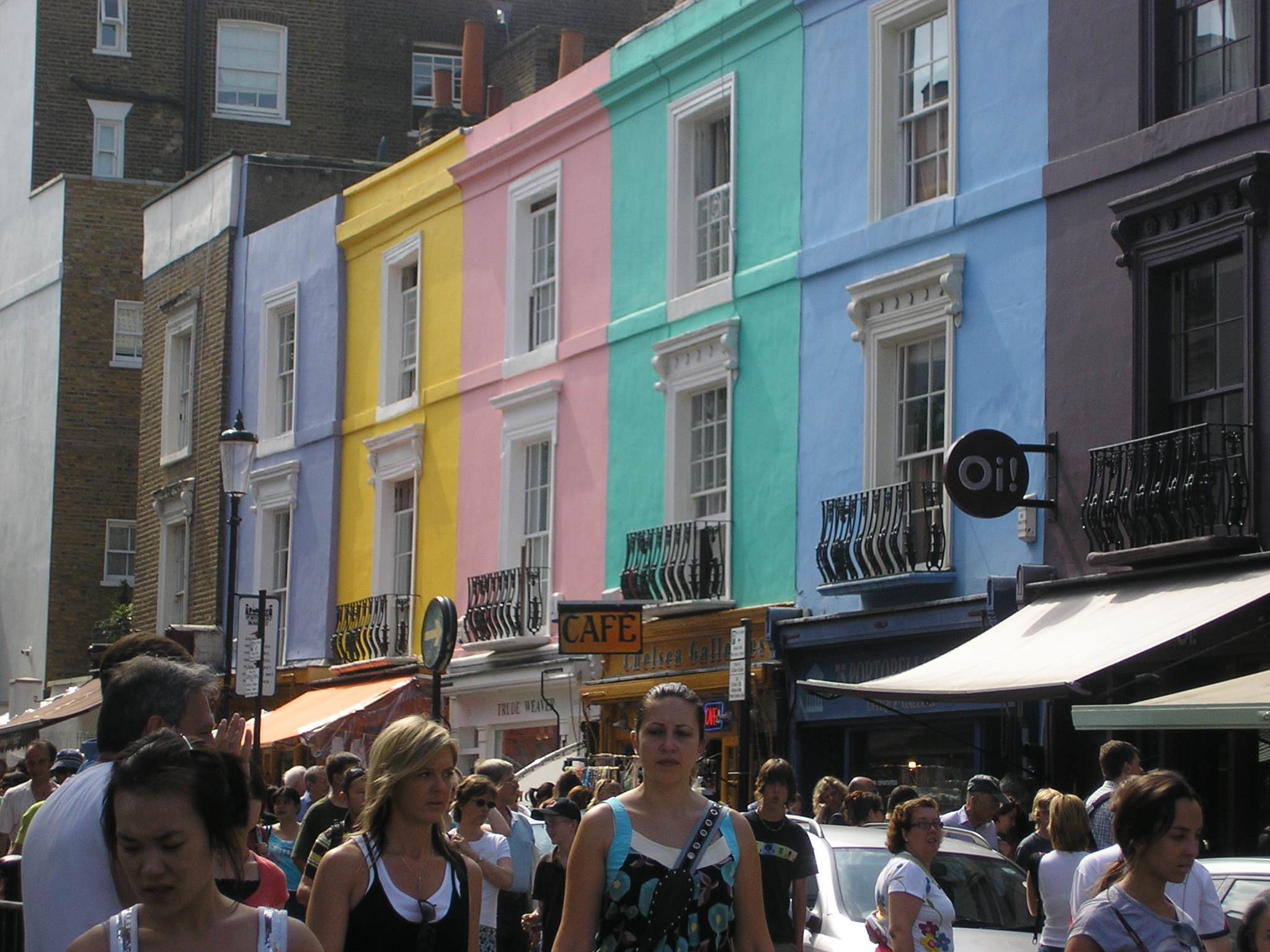
Vista de Portobello Road

É citada por Caetano Veloso na canção "Nine out of ten", do álbum Transa, de 1972. O verso "Walk down Portobello Road to the sound of reggae" é considerado a primeira menção na música popular brasileira ao reggae, que o compositor conheceu nos shows realizados na rua londrina.
Em 1979, a rua inspirou a composição da música "Portobello Belle", da banda Dire Straits.
Em 1999, o filme Um Lugar Chamado Notting Hill, dirigido por Roger Mitchell, mostra cenas na rua com as barracas do mercado mais famoso da região.
Em 2006, a rua inspirou o livro A Bruxa de Portobello, de Paulo Coelho.